# Dexter Mayorga
Dexter Mayorga (* 26. September 1998) ist ein nicaraguanischer Leichtathlet, der sich auf den Sprint spezialisiert hat.

## Sportliche Laufbahn
Erste internationale Erfahrungen sammelte Dexter Mayorga im Jahr 2017, als er bei den Zentralamerikameisterschaften in Tegucigalpa in 49,01 s den sechsten Platz im 400-Meter-Lauf belegte. Anschließend gelangte er bei den Zentralamerikaspielen in Managua mit 1:56,85 min auf Rang sechs über 800 Meter und mit der nicaraguanischen 4-mal-400-Meter-Staffel gewann er in 3:19,21 min die Silbermedaille hinter dem Team aus Costa Rica. 2019 wurde er bei den Zentralamerikameisterschaften ebendort mit 3:21,23 min Vierter im Staffelbewerb. 2021 klassierte er sich bei den Zentralamerikameisterschaften in San José mit 49,62 s auf dem fünften Platz über 400 Meter. Im Jahr darauf gewann er bei den Zentralamerikameisterschaften in Managua in 48,02 s die Bronzemedaille über 400 Meter und sicherte sich im Staffelbewerb in 3:16,09 min die Silbermedaille. Anschließend startete er dank einer Wildcard über 400 Meter bei den Weltmeisterschaften in Eugene und schied dort mit 48,40 s in der ersten Runde aus.
2021 wurde Mayorga nicaraguanischer Meister im 400-Meter-Lauf.

## Persönliche Bestzeiten
- 400 Meter: 48,02 s, 2. Juli 2022 in Managua (nicaraguanischer Rekord)
- 800 Meter: 1:56,85 min, 11. Dezember 2017 in Managua